# Vigelandsmuseet
Vigelandsmuseet (no. Vigeland-museet) är ett kommunalt norskt skulpturmuseum i Oslo, som är ägnat främst skulptören Gustav Vigelands arbeten. Museet ligger på Nobels gate 32, omedelbart söder om Vigelandsanlegget, som visar upp Gustav Vigelands större skulpturer, samt Frognerparken.
Vigelandsmuseet öppnade som ett museum 1947. Museets huvuduppgift är att förvalta Vigelands konstnärliga arv. Också Gustav Vigelands lägenhet är bevarad som en del av museet. Det har också ambitionen att vara framträdande som skulpturmuseum och visar också andra konstnärskap inriktade på skulpturer, installationer och videoverk.
Gustav Vigeland erbjöd 1919  Oslo kommun att senare till kommunen donera samlingar till kommunen, vilka bestod . av skulpturer, träsnitt, ritningar, skisser, fotografier, brev och ett personligt bibliotek. I gengäld ville Vigeland av kommunen få en ateljé, som omvandlas till ett museum efter hans död.
Byggandet av det blivande museet påbörjades 1921. Det ritades av Lorentz Harboe Ree och Carl Buch i neoklassisk stil. Gustav Vigeland flyttade in 1923 och hela byggnaden färdigställdes 1924, utom södra flygeln som var klar 1930.
Vigeland dog 1943 och museets öppnades 1947, delvis tack vare budgetöverskott från den kommunala biografen Oslo Kinematografer.